# ATC kod D02
ATC kod D02 Ovlaživači i protektanti su terapeutska podgrupa sistema za anatomsko terapeutsko hemijsku klasifikaciju. Ovaj sistem alfanumeričkih kodova je razvio  za klasifikaciju lekova i drugih medicinskih proizvoda.  Podgrupa D02 je deo anatomske grupe D Koža i potkožno tkivo.

Kodovi za veterinarsku upotrebu (ATCvet kodovi) se mogu formirati stavljanjem slova Q ispred humanih ATC kodova: QD02... 
Nacionalna izdanja ATC klasifikacije mogu da obuhvataju dodatne kodove koji nisu prisutni na ovoj listi.

## D02A Ovlaživači i protektanti

### D02AEKarbamidniprodizvodi
D02AE01 Karbamid
D02AE51 Karbamid, kombinacije

## D02B Protektivi protivUV-radijacije

### D02BA Protektivi protiv UV-radijacije za topičku primenu
D02BA01 Aminobenzojeva kiselina
D02BA02 Oktinoksat

### D02BB Protektivi protiv UV-radijacije za sistemsku primenu
D02BB01 Beta-karoten